# Кожакова, Салиха
Салиха Кожакова (23 августа 1941 г.род Райымбекский район, Алматинская область) — советская и казахская актриса кино и театра. Заслуженная артистка Республики Казахстан (1998).

## Биография
- Салиха Кожакова родилась в с.Карасаз Райымбекского района, Алматинской области.
- В 1958 — 1960 гг. закончила двухгодичную театральную студию при Каздрамтеатре им.М.Ауэзова.
- с 1960 актриса Казахский государственный академический театр драмы имени М. О. Ауэзова

## Основные роли на сцене
- Из народной (национальной) драматургии: в произведениях М.Ауэзова в спектакле «Кара кипчак Кобланды» Карлыгаш, в «Айман-Шолпан» Шолпан,  в спектакле «Карагоз» Акбала, в спектакле «Абай» Магыш, в  «Ночных раскатах»  Моржан, в комедиях К.Шангытбаева и К.Байсейтова «Ох уж эти девушки!» и «Ох, уж эти джигиты!» Жансулу,  Каракатын в спектакле «Кровь и пот» А. Нурпеисова, Айбарша в «Майре» А.Тажибаева, Жамиля в «Волчонок под шапкой» К.Мухамеджанова , Мать в "Мы не ангелы", Райхан в «Наследниках» Д. Исабекова, Зейнеп в «Маленьком ауле» Д.Исабекова, ,  Старуха в спектакле «Седьмая палата» А.Сулейменова, Нурганым в драме «Есть ли яд не испитый мной?» И.Оразбаева, Халима в  «Мадонны АЛЖИРа»  К.Ыскак, Катша в спектакле «Ангел с дьявольским лицом» Р.Мукановой. и др.
- Из мировой классики и драматургии народов СНГ:  Дуняша в «Женитьбе» Н.Гоголя, Доротея «В любви из ревности» Лопе де Вега, Слепая женщина в спектакле «Слепые» М.Метерлинка, Кормилица в «Фархад-Ширин» Н.Хикмета, Алиман в «Материнском поле» Ч.Айтматова, Луфти в сп. «Бунт невесток», Рахима в «Муже» С.Ахмада, Бибихан в сп. «Выходят бабки замуж…» Ф.Булякова, в драме  Б.Жакиева «Давайте жить, не нанося боль» вежливая бабка, и др.

## Кинороли
- «Меня зовут Кожа», «На крылях песни», «Долана», в четырех серийном  фильме «Чокан Уалиханов», «Пять братьев» (киностудия «Казахфильм»), а также  в фильмах других киностудий.

## Награды
- Медаль «Ветеран труда» (СССР)
- 1998 — Присвоено почётное звание «Заслуженная артистка Республики Казахстан»
- 2011 — Медаль «20 лет независимости Республики Казахстан»
- 2011 — Лауреат Государственный стипендии в области культуры РК[1]
- 2016 — Медаль «25 лет независимости Республики Казахстан»